# Vojtěch Kubista
Vojtěch Kubista (* 19. března 1993 Jablonec) je český profesionální fotbalista, který hraje na pozici středního záložníka za slovenský klub FC Spartak Trnava. Je také bývalým českým mládežnickým reprezentantem.

## Klubová kariéra
Svoji fotbalovou kariéru začal v FK Baumit Jablonec. Na jaře 2013 se propracoval přes všechny mládežnické kategorie do prvního mužstva Jablonce, které tehdy vedl trenér Roman Skuhravý.
V lednu 2015 měl odejít na hostování do FC Vysočina Jihlava, ale kvůli zranění kotníku se hostování neuskutečnilo.

## Reprezentační kariéra
Kubista nastupoval za české reprezentační výběry do 20 a 21 let.

## Osobní život
Jeho otcem je atlet Jan Kubista, bratrem Jan Kubista ml., který se rovněž věnuje atletice. Má ještě dalšího bratra, Matěje Kubistu (* 1996), rovněž hrajícího fotbal za FK Baumit Jablonec.[zdroj?]